# Garage Inc.
Garage Inc. je osmé album skupiny Metallica, vydané 24. listopadu 1998. Obsahuje nově nahrané coververze písní jiných muzikantů a skupin a i všechny coververze, které kapela do té doby nahrála.
"Mercyful Fate" se skládá z pěti skladeb:
- Satan's Fall
- Curse of the Pharaohs
- A Corpse Without Soul
- Into the Coven
- Evil

"Sabbra Cadabra" je vlastně spojení dvou skladeb od Black Sabbath – "Sabbra Cadabra" a "A National Acrobat".
"Tuesday's Gone" byla nahraná v roce 1997 s více hostujícími muzikanty, když Metallica účinkovala v programu v rádiu.
Singl z tohoto alba je skladba "Turn the Page", která je coververzí z alba Back in '72 od Boba Segera a Silver Bullet Band.

## Seznam skladeb

### Disk 1
(Tyto skladby byly nahrány během let 1997/1998 – nové nahrávky)
| Pořadí         | Název                    | Text                                                                            | Původní kapela (rok)                               | Délka |
| -------------- | ------------------------ | ------------------------------------------------------------------------------- | -------------------------------------------------- | ----- |
| 1.             | Free Speech for the Dumb | Garry Maloney, Kevin "Cal" Morris, Tony "Bones" Roberts, Roy "Rainy" Wainwright | Discharge (1982)                                   | 2:36  |
| 2.             | It's Electric            | Sean Harris, Brian Tatler                                                       | Diamond Head (1980)                                | 3:34  |
| 3.             | Sabbra Cadabra           | Ozzy Osbourne, Tony Iommi, Geezer Butler, Bill Ward                             | Black Sabbath (1973)                               | 6:20  |
| 4.             | Turn the Page            | Bob Seger                                                                       | Bob Seger (1973)                                   | 6:06  |
| 5.             | Die, Die My Darling      | Glenn Danzig                                                                    | Misfits (1984)                                     | 2:29  |
| 6.             | Loverman                 | Nick Cave                                                                       | Nick Cave and the Bad Seeds (1994)                 | 7:53  |
| 7.             | Mercyful Fate            | King Diamond, Hank Shermann                                                     | Mercyful Fate (1982, 1983)                         | 11:11 |
| 8.             | Astronomy                | Joe Bouchard, Albert Bouchard, Sandy Pearlman                                   | Blue Öyster Cult (1974)                            | 6:37  |
| 9.             | Whiskey in the Jar       | Traditional arr. Eric Bell, Brian Downey, Phil Lynott                           | Lidová hudba (inspirováno verzí Thin Lizzy (1972)) | 5:05  |
| 10.            | Tuesday's Gone           | Ronnie Van Zant, Gary Rossington, Allen Collins                                 | Lynyrd Skynyrd (1973)                              | 9:06  |
| 11.            | The More I See           | Maloney, Morris, Peter "Pooch" Purtill, Wainwright                              | Discharge (1984)                                   | 4:49  |
| Celková délka: | Celková délka:           | Celková délka:                                                                  | Celková délka:                                     | 65:42 |

### Disk 2
| The $5.98 E.P.: Garage Days Re-Revisited (1987) | The $5.98 E.P.: Garage Days Re-Revisited (1987) | The $5.98 E.P.: Garage Days Re-Revisited (1987)                           | The $5.98 E.P.: Garage Days Re-Revisited (1987) | The $5.98 E.P.: Garage Days Re-Revisited (1987) |
| Pořadí                                          | Název                                           | Text                                                                      | Původní kapela                                  | Délka                                           |
| ----------------------------------------------- | ----------------------------------------------- | ------------------------------------------------------------------------- | ----------------------------------------------- | ----------------------------------------------- |
| 1.                                              | Helpless                                        | Harris, Tatler                                                            | Diamond Head (1980)                             | 6:38                                            |
| 2.                                              | The Small Hours                                 | John Mortimer, John McCullim, Bryan Bartley, Ron Levine                   | Holocaust (1983)                                | 6:43                                            |
| 3.                                              | The Wait                                        | Jaz Coleman, Kevin "Geordie" Walker, Martin "Youth" Glover, Paul Ferguson | Killing Joke (1980)                             | 4:55                                            |
| 4.                                              | Crash Course in Brain Surgery                   | Burke Shelley, Tony Bourge, Ray Phillips                                  | Budgie (1974)                                   | 3:10                                            |
| 5.                                              | Last Caress/Green Hell                          | Glenn Danzig                                                              | Misfits (1980/1983)                             | 3:30                                            |

| Garage Days Revisited ("Creeping Death" B-sides) (1984) | Garage Days Revisited ("Creeping Death" B-sides) (1984) | Garage Days Revisited ("Creeping Death" B-sides) (1984) | Garage Days Revisited ("Creeping Death" B-sides) (1984) | Garage Days Revisited ("Creeping Death" B-sides) (1984) |
| Pořadí                                                  | Název                                                   | Text                                                    | Původní kapela                                          | Délka                                                   |
| ------------------------------------------------------- | ------------------------------------------------------- | ------------------------------------------------------- | ------------------------------------------------------- | ------------------------------------------------------- |
| 6.                                                      | Am I Evil?                                              | Harris, Tatler                                          | Diamond Head (1980)                                     | 7:50                                                    |
| 7.                                                      | Blitzkrieg                                              | Ian Jones, Jim Sirotto, Brian Ross                      | Blitzkrieg (1981)                                       | 3:37                                                    |

| B-sides & one-offs (1988–1991) | B-sides & one-offs (1988–1991) | B-sides & one-offs (1988–1991)                                   | B-sides & one-offs (1988–1991) | B-sides & one-offs (1988–1991) |
| Pořadí                         | Název                          | Text                                                             | Původní kapela                 | Délka                          |
| ------------------------------ | ------------------------------ | ---------------------------------------------------------------- | ------------------------------ | ------------------------------ |
| 8.                             | Breadfan                       | Bourge, Phillips, Shelley                                        | Budgie (1973)                  | 5:41                           |
| 9.                             | The Prince                     | Harris, Tatler                                                   | Diamond Head (1980)            | 4:26                           |
| 10.                            | Stone Cold Crazy               | Freddie Mercury, Brian May, Roger Taylor, John Deacon            | Queen (1974)                   | 2:19                           |
| 11.                            | So What                        | Nick "Animal" Kulmer, Chris "Magoo" Exall, Clive "Winston" Blake | Anti-Nowhere League (1981)     | 3:09                           |
| 12.                            | Killing Time                   | Vivian Campbell, Trevor Fleming, Raymond Haller, Davy Bates      | Sweet Savage (1981)            | 3:04                           |

| Motörheadache ("Hero of the Day" limited edition CD single B-sides) (1995) | Motörheadache ("Hero of the Day" limited edition CD single B-sides) (1995) | Motörheadache ("Hero of the Day" limited edition CD single B-sides) (1995) | Motörheadache ("Hero of the Day" limited edition CD single B-sides) (1995) | Motörheadache ("Hero of the Day" limited edition CD single B-sides) (1995) |
| Pořadí                                                                     | Název                                                                      | Text                                                                       | Původní kapela                                                             | Délka                                                                      |
| -------------------------------------------------------------------------- | -------------------------------------------------------------------------- | -------------------------------------------------------------------------- | -------------------------------------------------------------------------- | -------------------------------------------------------------------------- |
| 13.                                                                        | Overkill                                                                   | Eddie Clarke, Ian Kilmister, Phil Taylor                                   | Motörhead (1979)                                                           | 4:05                                                                       |
| 14.                                                                        | Damage Case                                                                | Clarke, Kilmister, Taylor, Mick Farren                                     | Motörhead (1979)                                                           | 3:40                                                                       |
| 15.                                                                        | Stone Dead Forever                                                         | Clarke, Kilmister, Taylor                                                  | Motörhead (1979)                                                           | 4:52                                                                       |
| 16.                                                                        | Too Late Too Late                                                          | Clarke, Kilmister, Taylor                                                  | Motörhead (1979)                                                           | 3:12                                                                       |
| Celková délka:                                                             | Celková délka:                                                             | Celková délka:                                                             | Celková délka:                                                             | 70:51                                                                      |

## Sestava
- James Hetfield – zpěv a kytara
- Kirk Hammett – kytara
- Lars Ulrich – bicí
- Jason Newsted – basová kytara a zpěv

## Hosté v Tuesday's Gone
- John Popper – harmonika
- Jerry Cantrell – speciální host
- Sean Kinney – speciální host
- Les Claypool – banjo
- Pepper Keenan – speciální host
- Jim Martin – speciální host
- Gary Rossington – kytara

## Zajímavosti
- Na konci skladby od The Misfits "Last Caress/Green Hell" je menší parodie na klasický hit "Run to the Hills" od metalové legendy Iron Maiden". Iron Maiden na to odpověděli coververzí "Space Station No. 5" od kapely Montrose na B-straně nahrávky. I na konci skladby „The More I See“ od kapely Discharge je krátký cover „Bridge of Sighs“ od Robina Trowera.
- Skladba Mercyful Fate je nejdelší studiová nahrávka Metallicy vůbec.